# Rysie (architektura)

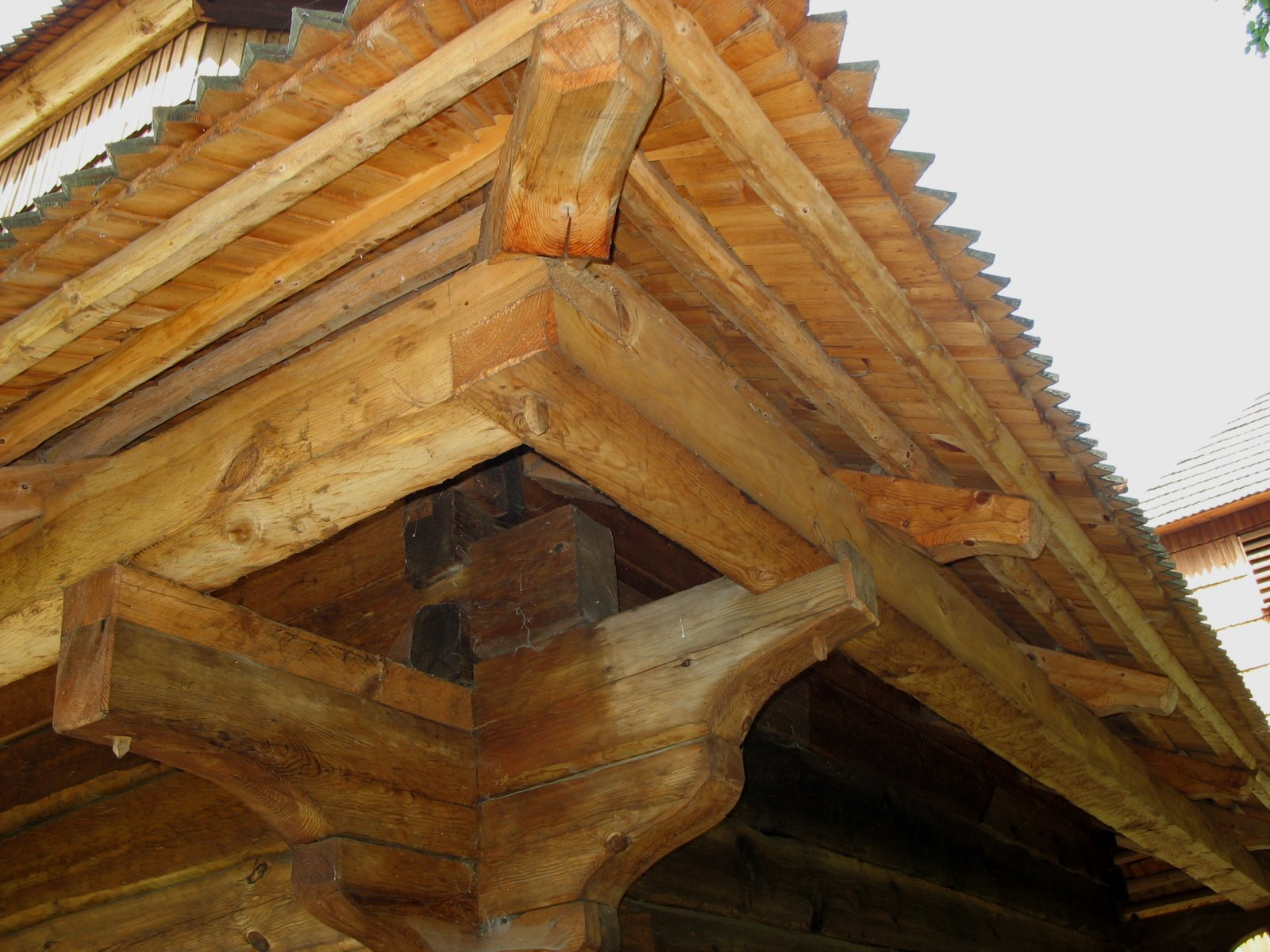
Rysie cerkwi w Gorajcu

Rysie – część bali lub belek stropowych wystające poza zewnętrzne lico ściany budynku. Pełnią funkcje wsporników stropu przyokapowej części dachu, często profilowane i zdobione.